# Genkan
Genkan je dio japanskog kućanstva gdje se odlaže obuća. Pojam genkan dolazi iz budizma te je prvobitno označavao ulaz u Zen hramove i značio je uvod, a kasnije je postao sastavni dio japanskog kućanstva.

## Upotreba
Danas genkan označava tradicionalni japanski ulaz u dom, odnosno prostor u kojem se izuju i pohrane cipele koje se nikada ne nose unutar doma. Po funkciji je sličan zapadnjačkom hodniku ili lobiju; u genkanu se također dočekuju gosti i općenito ljudi koji dolaze izvana, a služi i kako bi se kuća održala što čistijom. No, tamo se ne odlažu samo cipele, već sve ono što nije potrebno unositi u kuću poput kišobrana pa se tako u genkanu najčešće nalazi ormarić za cipele, stalak za odlaganje papuča i stalak za kišobrane.

## Duhovnost
Osim što je dio interijera, genkan nosi i posebnu simboliku te predstavlja duhovni prostor. Naime, on odvaja vanjski svijet (jap. soto) od unutarnjeg svijeta (jap. uchi) koji predstavlja prisnost i dom. S duhovnog aspekta, to je mjesto u kojem se raspoloženje koje se donosi izvana otpušta i prebacuje se na raspoloženje koje osjećamo unutra, a vjeruje se kako će se izuvanjem cipela na ulazu onemogućiti da duhovi ili zle moći uđu u dom.
Također, iako se stambeni stil vesternizirao, genkan je ostao sastavni dio ne samo japanskih domova, već i javnih ustanova poput škola, tradicionalnih restorana i slično.